# Okręg wyborczy Carlisle
Okręg wyborczy Carlisle powstał w 1295 r. i wysyłał do angielskiej, a następnie brytyjskiej, Izby Gmin dwóch deputowanych. W 1885 r. liczbę mandatów przypadających na okręg zmniejszono do jednego. Okręg obejmuje miasto Carlisle.

## Deputowani do brytyjskiej Izby Gmin z okręgu Carlisle

### Deputowani w latach 1295–1660
- 1626–1629: Richard Graham
- 1640–1644: William Dalston
- 1640–1648: Richard Barwis
- 1645–1648: Thomas Cholmley
- 1656–1659: George Downing

### Deputowani w latach 1660–1885
- 1660–1661: William Briscoe
- 1660–1661: Jeremiah Tolhurst
- 1661–1690: Christopher Musgrave
- 1661–1681: Philip Howard
- 1681–1685: Edward Howard, wicehrabia Morpeth
- 1685–1689: James Grahme
- 1689–1692: Jeremiah Bubb
- 1690–1695: Christopher Musgrave
- 1692–1694: William Lowther
- 1694–1702: James Lowther
- 1695–1701: William Howard
- 1701–1702: Philip Howard, wigowie
- 1702–1705: Christopher Musgrave
- 1702–1721: Thomas Stanwix, wigowie
- 1705–1713: James Montagu
- 1713–1715: Christopher Musgrave
- 1715–1722: William Strickland, wigowie
- 1721–1727: Henry Aglionby
- 1722–1727: James Bateman
- 1727–1761: Charles Howard
- 1727–1741: John Hylton, torysi
- 1741–1742: John Stanwix, wigowie
- 1742–1746: John Hylton, torysi
- 1746–1761: John Stanwix, wigowie
- 1761–1768: Raby Vane
- 1761–1768: Henry Curwen
- 1768–1774: lord Charles Edward Bentinck
- 1768–1774: George Musgrave
- 1774–1780: Anthony Storer
- 1774–1775: Fletcher Norton
- 1775–1780: Walter Spencer-Stanhope
- 1780–1786: Charles Howard, hrabia Surrey
- 1780–1784: William Lowther, torysi
- 1784–1786: Edward Norton
- 1786–1786: John Lowther
- 1786–1790: John Christian
- 1786–1787: Edward Knubley
- 1787–1790: Rowland Stephenson
- 1790–1791: James Clarke Satterthwaite
- 1790–1791: Edward Knubley
- 1791–1796: Wilson Bradyll
- 1791–1812: John Christian Curwen, wigowie
- 1796–1802: Frederick Fletcher-Vane, wigowie
- 1802–1812: William Spencer Stanhope, torysi
- 1812–1825: James Graham, torysi
- 1812–1816: Henry Fawcett
- 1816–1820: John Christian Curwen, wigowie
- 1820–1826: William James, wigowie
- 1825–1827: Philip Musgrave, torysi
- 1826–1829: James Graham, wigowie
- 1827–1831: James Law Lushington, torysi
- 1829–1830: William Scott, torysi
- 1830–1847: Philip Henry Howard, wigowie
- 1831–1835: William James, wigowie
- 1835–1847: William Marshall, wigowie
- 1847–1852: William Nicholson Hodgson, Partia Konserwatywna
- 1847–1848: John Dixon, wigowie
- 1848–1852: Philip Henry Howard, wigowie
- 1852–1857: Joseph Ferguson, wigowie
- 1852–1861: James Graham, Peelites
- 1857–1859: William Nicholson Hodgson, Partia Konserwatywna
- 1859–1865: Wilfrid Lawson, Partia Liberalna
- 1861–1874: Edmund Potter, Partia Liberalna
- 1865–1868: William Nicholson Hodgson, Partia Konserwatywna
- 1868–1885: Wilfrid Lawson, Partia Liberalna
- 1874–1885: Robert Ferguson, Partia Liberalna

### Deputowani po 1885
- 1885–1886: Robert Ferguson, Partia Liberalna
- 1886–1905: William Gully, Partia Liberalna
- 1905–1910: Frederick William Chance, Partia Liberalna
- 1910–1918: Richard Denman, Partia Liberalna
- 1918–1922: William Theodore Carr, Partia Liberalna
- 1922–1924: George Middleton, Partia Pracy
- 1924–1929: William Watson, Partia Konserwatywna
- 1929–1931: George Middleton, Partia Pracy
- 1931–1945: Louis Spears, Partia Konserwatywna
- 1945–1950: Edgar Grierson, Partia Pracy
- 1950–1955: Alfred Hargreaves, Partia Pracy
- 1955–1964: Donald McIntosh Johnson, Partia Konserwatywna
- 1964–1987: Ronald Lewis, Partia Pracy
- 1987–: Eric Martlew, Partia Pracy